# Шлях усякої плоті
Шлях уся́кої пло́ті (англ. The Way of all Flesh) — американська драма режисера Віктора Флемінга 1927 року. Фільм не має жодного стосунку до роману Семюеля Батлера «Шлях усякої плоті», і нині вважається втраченим.

## Сюжет
Дія відбувається на початку 1900-х років, Яннінгс грає роль Августа Шиллера, банківського клерка з Мілвокі, якому щастить як з роботою, так і з сім'єю. Але коли банківські службовці просять його перевезти $1,000 в цінних паперах до Чикаго все змінюється. В поїзді він зустрічає біляву спокусницю, яка бачить, що він везе. Вона фліртує з ним і переконує купити їй пляшку шампанського в барі. Наступного ранку він прокидається на самоті в напівзруйнованій спальні, без паперів. Він знаходить жінку, і спочатку благає її, а потім залякує, щоб вона повернула викрадені цінні папери. Але власник салону б'є його і переносить до найближчої залізниці. Коли Шиллер прокидається, він бачить у газеті повідомлення про його смерть.
Проходить двадцять років. Шиллер старий і неохайний, він працює прибиральником в парку. Він бачить, як його власна сім'я йде на кладовище і кладуть вінок на його могилі. Після Різдва Шиллер повертається в рідне місто, де він бачить, що його син, якого він навчав грати на скрипці, успішний музикант. Він іде геть, несучи в кишені долар, що дав його син, який не впізнав в старому бродязі свого батька.

## У ролях
- Еміль Яннінгс — Август Шиллер
- Белль Беннетт — місис Шиллер
- Філліс Хевер — спокусниця
- Дональд Кіт — Август молодший
- Філіпп Де Лесі — Август (в дитинстві)
- Мікі МакБан — Евальд
- Бетсі Енн Хісл — Шарлотта
- Карменсіта Джонсон — Елізабет
- Гордон Торпе — Карл
- Джекі Кумбс — Гайнріх

## Нагороди
- 1929 — премія «Оскар» за найкращу чоловічу роль (Еміль Яннінгс)